# Lill-Nöttjärnen
Lill-Nöttjärnen är en sjö i Bergs kommun i Jämtland och ingår i Indalsälvens huvudavrinningsområde.